# カスティリオーネ・キアヴァレーゼ
カスティリオーネ・キアヴァレーゼ(イタリア語: Castiglione Chiavarese)は、イタリア共和国リグーリア州ジェノヴァ県にある、人口約1,600人の基礎自治体（コムーネ）。

## 地理

### 位置・広がり

#### 隣接コムーネ
隣接するコムーネは以下の通り。括弧内のSPはラ・スペツィア県所属を示す。
- カッロ (SP)
- カザルツァ・リーグレ
- デイヴァ・マリーナ (SP)
- マイッサーナ (SP)
- モネーリア

### 地震分類
イタリアの地震リスク階級 (it) では、3 に分類される
。

## 行政

### 分離集落
カスティリオーネ・キアヴァレーゼには、以下の分離集落（フラツィオーネ）がある。
- Campegli, Casali, Masso, Mereta, Missano, San Pietro Frascati, Velva